# پیرمت
پیرمت یا پیرمتی کلگ روستایی در دهستان مورتان بخش پارود شهرستان راسک استان سیستان و بلوچستان ایران است.

## جمعیت
بر پایه سرشماری عمومی نفوس و مسکن در سال ۱۳۹۵ جمعیت این روستا ۱۴۸ نفر (۳۳خانوار) بوده‌است.